# SMS Wittelsbach
El SMS Wittelsbach fue el líder de la clase de acorazados pre-dreadnought Wittelsbach de la Marina Imperial Alemana.

## Construcción
El Wittelsbach fue construido en los astilleros Kaiserliche Werft de Wilhelmshaven. Fue puesto en grada en septiembre de 1899, y finalizado en octubre de 1902, a un coste de 22 740 000 marcos alemanes de oro. El Wittelsbach fue el primer buque capital construido bajo los auspicios de la ley naval de 1898 del almirante Alfred von Tirpitz.

## Historial de servicio

### Primera Guerra Mundial
Al inicio de la Primera Guerra Mundial, El Wittelsbach era miembro de la IV escuadra de combate, que cubría el mar Báltico. Entre el 26 y el 31 de agosto de 1914, el Wittlesbach intentó ayudar al crucero encallado Magdeburg. En mayo de 1915, Wittelsbach fue transferido para apoyar al ejército alemán en el mar báltico. Encalló el 11 de julio de 1915 pero no sufrió daños. El 24 de agosto de 1916, fue dado de baja como buque de guerra y usado como buque de entrenamiento.

### Destino
El Wittelsbach fue reconvertido como buque de apoyo a lanchas dragaminas en 1919 en Wilhelmshaven, integrándose en la recién creada Reichsmarine el 1 de junio. Daba apoyo a 12 de estos buques. Su carrera en la Reichsmarine fue breve: Fue dado de baja definitivamente de las listas de la armada alemana el 8 de marzo de 1921, y vendido para desguace el 7 de julio de ese mismo año a un coste de 3 561 000 marcos.